# 中野笑店
中野笑店（なかのしょうてん）は、日本の芸能プロダクション会社。中野剛主宰。2009年設立。

## 所属タレント
五十音順。

### 男性
- 阿邊龍之介
- 岩田知幸
- 川守田政人
- 蔵原健
- 佐藤誠
- 鈴木隆仁
- 世志男
- 長島竜也
- 中野剛（主宰）

### 女性
- 今野ゆか
- 塚原さやか
- 野口雅
- 藤倉みのり
- 松本享子

## かつて所属していたタレント

### 男性
- 石田尚巳
- 太田悦史
- 小國彰裕
- 古家ウィリアム康
- 後藤真一
- 八田俊介
- 早川周
- 光山文章
- 山田将伍

### 女性
- 相沢美嘉
- Elisa
- 小澤えりか
- 香織
- 佐藤ユウ
- 中野あき
- 西入美咲
- 松尾美紀
- ムラナカユカ
- Yoshi